# Superliga Colombiana de Fútsal
La Superliga BetPlay Fútsal es una competición oficial de fútbol sala que disputaban los equipos campeones del Torneo Clausura y Torneo Finalización de la Liga Colombiana de Futsal. El torneo era organizado por la Comisión de Fútbol Sala/Playa de la Federación Colombiana de Fútbol (FCF) desde su creación en el año 2016.

## Sistema de juego
La Superliga se disputa a dos enfrentamientos directos de ida y vuelta entre los equipos ganadores de los Torneos Apertura y Finalización del año inmediatamente anterior. El equipo con menor puntaje en la tabla de reclasificación empezaba la Superliga en condición de local y terminaba de visitante.
Luego de los dos enfrentamientos se declaraba como campeón al equipo con el mayor puntaje. En caso de empate el reglamento establecía los siguientes términos para desempatar:
1. Mayor diferencia entre el total de goles a favor y el total de goles en contra.
2. Si persiste el empate al término del segundo partido (partido de vuelta), se deberán jugar dos tiempos suplementarios iguales de cinco minutos cada uno. Si después de disputarse el segundo tiempo suplementario persiste el empate, se ejecutarán tiros desde el punto penal, en la forma estipulada en las Reglas de Juego de Fútsal 2014/2015.[2]

## Historia
Durante una reunión para definir aspectos técnicos de la Liga Argos Futsal 2016 I en la sede de la Federación Colombiana de Fútbol (FCF) entre los presidentes de los equipos, se tomó la decisión de crear la Superliga de Futsal, similar a como ocurre con el fútbol colombiano en la Superliga de Colombia, como forma de definir quien representará al país en la Copa Libertadores de Futsal, debido a la decisión de Conmebol de acabar con los torneos de zona y unificar todos los países miembros en un solo torneo desde 2016. Durante la reunión, se estableció la fecha de la Superliga 2016 para el 4 y 11 de diciembre de ese año, también se estableció que el ganador representará al país en la Copa Libertadores de Fútsal del siguiente año.
La primera edición se llevó a cabo en febrero de 2017 con los campeones de la temporada 2016. Debido a la culminación del contrato de patrocinio de Cementos Argos con la FCF a finales de 2018 para los torneos de profesionales de futsal la Superliga se descontinuó, ya que para la siguiente temporada se determinó disputar un solo torneo en el año. En 2023 bajo el patrocinio de BetPlay se retomó el torneo para definir el clasificado por Colombia para las ediciones 2023, 2024 y 2025 de la Copa Libertadores de Futsal.
El torneo volvió a quedar descontinuado luego de que se definiera como torneo de un año completo la Liga Colombiana de Fútbol Sala 2025.

## Campeones
| Año  | Campeón                    | Subcampeón       |
| ---- | -------------------------- | ---------------- |
| 2016 | Real Antioquia             | Real Bucaramanga |
| 2017 | Leones de Nariño           | Real Antioquia   |
| 2022 | Real Antioquia             | Leones de Nariño |
| 2024 | Independiente Barranquilla | Sport Team Club  |
| 2025 | Sabaneros FC               | Deportivo Meta   |

### Títulos por equipo
| Equipo                     | Títulos | Subtítulos | Años campeón |
| -------------------------- | ------- | ---------- | ------------ |
| Real Antioquia             | 2       | 1          | 2016, 2022   |
| Sabaneros FC               | 1       | 0          | 2025         |
| Independiente Barranquilla | 1       | 0          | 2024         |
| Leones de Nariño           | 1       | 1          | 2017         |
| Deportivo Meta             | 0       | 1          |              |
| Sport Team Club            | 0       | 1          |              |
| Real Bucaramanga           | 0       | 1          |              |